# Ixodes festai
Ixodes festai är en fästingart som beskrevs av Rondelli 1926. Ixodes festai ingår i släktet Ixodes och familjen hårda fästingar. Inga underarter finns listade i Catalogue of Life.